# Grande Prairie–Wapiti
Circonscription électorale provinciale du Canada
Grande Prairie-Wapiti est une circonscription électorale provinciale de l'Alberta (Canada), située dans le nord-ouest de la province. Elle comprend la moitié sud de la cité de Grande Prairie. Son député est le progressiste-conservateur Wayne Drysdale.  

## Liste des députés
| Années | Années          | Député         | Parti politique           |
| ------ | --------------- | -------------- | ------------------------- |
|        | 1993 - 1997     | Wayne Jacques  | Progressiste-Conservateur |
|        | 1997 - 2001     | Wayne Jacques  | Progressiste-Conservateur |
|        | 2001 - 2004     | Gordon Graydon | Progressiste-Conservateur |
|        | 2004 - 2008     | Gordon Graydon | Progressiste-Conservateur |
|        | 2008 - 2012     | Wayne Drysdale | Progressiste-Conservateur |
|        | 2012 - 2015     | Wayne Drysdale | Progressiste-Conservateur |
|        | 2015 - (actuel) | Wayne Drysdale | Progressiste-Conservateur |

## Résultats électoraux
| Élection générale albertaine de 2015 : Grande Prairie-Wapiti | Élection générale albertaine de 2015 : Grande Prairie-Wapiti | Élection générale albertaine de 2015 : Grande Prairie-Wapiti | Élection générale albertaine de 2015 : Grande Prairie-Wapiti | Élection générale albertaine de 2015 : Grande Prairie-Wapiti | Élection générale albertaine de 2015 : Grande Prairie-Wapiti |
| Parti                                                        | Parti                                                        | Candidat                                                     | Voix                                                         | %                                                            | ± %                                                          |
| ------------------------------------------------------------ | ------------------------------------------------------------ | ------------------------------------------------------------ | ------------------------------------------------------------ | ------------------------------------------------------------ | ------------------------------------------------------------ |
|                                                              | Progressiste-Conservateur                                    | Wayne Drysdale                                               | 6 255                                                        | 35,84 %                                                      | -15,74 %                                                     |
|                                                              | Néo-démocrate                                                | Mary Dahr                                                    | 5 005                                                        | 28,68 %                                                      | +19,36 %                                                     |
|                                                              | Wildrose                                                     | Laila Goodridge                                              | 4 141                                                        | 23,73 %                                                      | -11,01 %                                                     |
|                                                              | Parti de l'Alberta                                           | Rory Tarant                                                  | 2 050                                                        | 11,75 %                                                      |                                                              |
| Total                                                        | Total                                                        | Total                                                        | 17 451                                                       | 100,00 %                                                     |                                                              |